# برانازا

برانازا (برادری از خشکی‌ها) (Beranaza) مستند کوتاه به تهیه کنندگی و کارگردانی علیخان اسدی و رسول داوری دولت‌آبادی، داستان زندگی پیرمرد ۹۰ ساله‌ای به نام برانازا را روایت می‌کند. این پیرمرد بیش از نیم قرن از عمر خود را به تنهایی پشت دیوارهای گلی خانه‌اش زندگی کرده و خود را برگزیده‌ای برای حمایت از حیوانات بی سرپناه می‌داند.

## افتخارات
- نامزد بهترین فیلم[۲] از چهاردهمین دوره جشنواره سینما حقیقت
- نامزد بهترین فیلمبرداری[۳] از چهاردهمین دوره جشنواره سینما حقیقت
- نامزد بهتری تدوین[۴] از چهاردهمین دوره جشنواره سینما حقیقت
- نامزد بهترین موسیقی[۵] از چهاردهمین دوره جشنواره سینما حقیقت
- منتخب چهارمین دوره جشنواره بین‌المللی میهودو[۶]
- منتخب بخش فیلم هجدهمین[۷] دوره جشنواره تصویر سال
- منتخب جشنواره بین‌المللی کالاماتا[۸] ماه فبریه ۲۰۲۲
- حضور در مرحله نیمه نهایی [۹]جشنواره بین‌المللی کالاماتا ۲۰۲۲
- منتخب جشنواره بین‌المللی کلاپربرد ۲۰۲۲[۱۰]
- منتخب بخش فیلم اولین[۱۱] دوره جشنواره هنر زنده است

## جوایز
- جایزه بهترین کارگردانی[۱۲] در بخش مستند کوتاه از چهاردهمین دوره جشنواره سینما حقیقت